# Alice Plays Cupid
Alice Plays Cupid é um curta-metragem de animação estadunidense de 1925, lançado como parte da série Alice Comedies.